# Sigurd Barrett
Søren Sigurd Barrett (født 20. januar 1967) er en dansk pianist, komponist og forfatter. Han har optrådt som entertainer inden for mange musikalske stilarter, i tv-programmer, med formidling af sagn, myter, bibelhistorie og salmer til børn og har komponeret 8 musicals. Han har udgivet flere end 40 musikalbums og flere end 50 bogtitler, som tilsammen er solgt i op mod 1 mio eksemplarer. Han har optrådt i 17 lande og alene i Danmark spillet flere end 3.000 koncerter.

## Opvækst og uddannelse
Sigurd Barrett er født i Rødovre og opvokset i Viborg. Han spillede klaver første gang som toårig og skrev børnesange som seksårig og spillede sit første professionelle job som 12-årig i 1979. Han tog musisk studentereksamen på Viborg Katedralskole i 1985 og blev cand.phil. i musikvidenskab fra Aarhus Universitet i 1992 med speciale i russisk rock.

## Karriere
I 1990'erne stiftede han latin-jazz-trioen "Trio de Janeiro" samt Leo Mathisen-orkesteret "Sigurd Barrett & The Cigars" og turnerede i Danmark, Sverige, Norge, Finland, Tyskland, Rusland, Brasilien og Argentina. Han optrådte med det crazy-komiske entertaintment-show Sigurd Barrett Piano Show som var en slags moderne og rytmisk pendant til Victor Borges shows.
I 1998-1999 deltog han i musikquizzen Op på Tangenterne på TvDanmark med Michael Bundesen som vært. Han blev kendt med tv-programmerne Sigurds bjørnetime og Hit med Sangen på DR1. Siden optrådte han i tv-showet Sigurds Ulvetime og var med til at skabe tv-programmerne Sigurd & Symfoniorkesteret, Sigurd & Big Bandet samt Sigurd og Operaen som introducerede henholdsvis klassisk musik, jazz og opera for børn.
Som forfatter har han udgivet bøgerne Sigurd fortæller Bibelhistorier, Sigurd fortæller om de nordiske guder, Sigurd fortæller om de græske guder, Sigurds ABC, Sigurds Verdensatlas og Sigurds Danmarkshistorie, der tilsammen har solgt mere end 500.000 eksemplarer. I 2016 udgav han tobindsværket Sigurd fortæller Danmarkshistorie, der også udkom som dobbelt cd og LP, e-bog, brætspil, iPad-spil, sangbog og korhæfte. Han har også skrevet og produceret 40 film og en tv-serie på DR Ramasjang.
Han har medvirket i over 250 tv-programmer, optrådt i 17 lande og udgivet 29  cd'er, 41 bøger samt en række videoer, dvd'er, brætspil mv.
Børnesangen Pilfingerdansen (2002) blev i 2020 populær i Danmark, Holland, Norge, Sverige og Belgien og havde på verdensplan flere end 200 millioner visninger.

### Turneer
Barrett har turneret flittigt med familiekoncerter som solist, med eget band og med DR Radiosymfoniorkestret, Aalborg Symfoniorkester, Sønderjyllands Symfoniorkester, Odense Symfoniorkester, Storstrøms Symfoniorkester og Copenhagen Phil. Han har bl.a. rejst med koncertturnéen Sigurd & Verden i 2002, 25 års jubilæumsturné i 2004, Leo Mathisen 100 års-turné i 2006-2007 samt med DR Radiosymfoniorkestret i Kina, Sigurds Bjørnetrio i Rusland 2005, i Danmark og Tyskland med DR Big Band i 2006 og i Danmark med forestillingerne Sigurds ABC, Sigurds Verdensatlas, Sigurd fortæller Bibelhistorier, Sigurd fortæller om græske og nordiske guder, Alt om Luther på 60 minutter og Sigurds Danmarkshistorie.

### Privatliv
Sigurd Barrett bor i Valby og er far til 7 børn. 
Han var i 1990-2012 gift med operasangerinden Winnie Merete Barrett. De har sammen fem børn. 
Sigurd Barrett har fra 2015 dannet par med den færøske violinist Heiðrun Petersen, som han har to døtre med.
Den 12. januar 2015 kørte Sigurd Barrett galt på vej til et arrangement i Skovlund-Ansager Hallen, da en haglbyge havde gjort vejen glat.

## Hæder
- 1992 Dansk Musiker Forbunds Fatter-pris
- 2003 Erik Holms Legat
- 2003 Æreskunstner i Østermarie, hvor vejen Sigurds Bjørnesti er opkaldt efter ham
- 2003 Radiosymfoniorkestrets ærespris
- 2003 Viborgs Turistpris, 2003
- 2003 Radiosymfoniorkestrets børneambassadør
- 2004 Editon Wilhelm Hansens Musikformidlingspris
- 2004 Rasmus Klump-prisen
- 2004 KLF Kirke & Mediers TV-pris
- 2004 Årets Jordbærpris
- 2004 Holstebro Musikteaters Publikumspris
- 2005 Årets Danske Børneudgivelse ved Danish Music Awards for Sigurd & Symfoniorkestret vol. 2
- 2009 Rosenkjærprisen (for evnen til at formidle musik, musikhistorie og musikteori over for alle i almindelighed og over for børn i særdeleshed[6])
- 2010 Bibelselskabsprisen (for at gøre Bibelen levende og nærværende for børn og deres forældre[7])
- 2010 BMF's børnebogspris, for Sigurd fortæller Bibelhistorier
- 2012 Carl Prisen, som bedste børnekomponist
- 2017 Nomineret for bedste børne-tv for Rod i historien med Sigurd Barrett og Rune Sten
- 2019 Modtog Den folkelige sangs pris på Rødding Højskole
- 2022 Årets Børnebog ved Mofibo Awards for Sigurd fortæller om naturvidenskab

For salget af albums har han opnået fire guldplader og en platinplade i 2002-2010. Han er ambassadør for Børnehjælpsdagen og for SOS-Børnebyerne. Han blev optaget i Kraks Blå Bog i 2003.

## Musicals
- En Skærsommernats Drøm, Viborg Teater 2009
- Valhalla, Viborg Teater 2011
- Valhalla, Folketeatret 2014
- Sigurds Danmarkshistorie, Det Kongelige Teater, 2018-2019; instruktion af Louise Schouw, scenografi af Rikke Juellund, dramaturgi af Miriam Frandsen, medvirkende: Eskild Dohn (guitar), Martin Klausen (trommer), Mikkel Riber (bas) samt Adam Ild Rohweder, Ellinor Barrett, Dagmar Barrett og dansere fra Powerhouse. Landsdækkende turne med flere end 120 opførelser.
- Sigurd fortæller om de græske guder, Østre Gasværk Teater, efterår 2019
- Sigurd fortæller om Genforeningen, 2020-22
- Juleevangeliet the Musical, Randers Teater 2019 og 2022
- Sigurd fortæller om Naturvidenskab, DR Musikariet og landsdækkende turne 2021-22

## Diskografi
Diskografien omfatter album, med mindre andet er angivet.
- Sigurds Tumulterband, 1984 (mc)
- Sigurd Barrett Trio: Night Tunes, 1992 (mc)
- Sigurd Barrett & The Cigars, 1993 (mc)
- Trio De Janeiro, 1993
- The Early Years Of Sigurd Barrett 1938-52, 1995
- Sigurd Barrett & The Cigars, 1996
- Danish Christmas, 1996S
- The Spring, 1996
- Sigurds Bjørnetime, 1999
- Sigurds Bjørnetime 2, 2002
- Tillykke Bamse, 2002
- Sigurd & Symfoniorkestret, 2003
- Sigurd Barrett & The Cigars 25 års Jubilæum, 2004
- Gæt en sang med Sigurds Bjørnetime, 2004
- Sigurd & Symfoniorkestret 2, 2004
- Sigurds Bjørnetime 3, 2005
- Sigurd & Big Bandet, 2006
- Sigurd Barrett Trio: En Hyldest til Leo Mathisen, 2006
- DR Jul med Sigurd, 2007 (også dvd)
- Sigurds Bjørnetime 4, 2008 (også dvd)
- Sigurd Barrett & DR Big Band Live, 2008
- Sigurd fortæller Bibelhistorier, 2010 (også dvd)
- Sange fra Sigurdsgade, 2011
- Sigurds ABC, 2011
- Sigurds Verdensatlas, 2012
- Sigurds sange om at være til, 2012
- Julens salmer, 2013
- Sigurds sange om græske og nordiske guder, 2015
- Sigurd Barrett Greatest Hits, 2015
- Sigurds Danmarkshistorie, (Dobbelt CD og dobbelt LP) 2016
- Sigurd synger H.C. Andersen sange, 2018
- Sigurd synger salmer for store og små, 2019
- Sigurds sange om Genforeningen, 2020
- Syng med Sigurd, 2020
- Sigurds sange om Naturvidenskab, 2021
- Julesange med Sigurd og Bjørnen Bjørn, 2021
- Sigurds sange om Fyn, 2021

## Tv-programmer
- Sigurd Barrett Special Lamp Show, TV 2, 2 shows 1995
- Op På Tangenterne, TV Danmark, 52 shows 1998-99
- Hit Med Sangen, DR1, 47 shows 1999-2004
- Sigurds Bjørnetime, DR 1, 120 programmer 1998-2008
- Sigurds Ulvetime, DR 2, 24 programmer 2000-2001
- Sigurd & Symfoniorkesteret, DR 1, 15 programmer 2001-2004
- Sigurd & Big Bandet, 7 programmer i 2006 og 7 programmer i 2007.
- Sigurd og Operaen 1011, 6 programmer
- Rod i Historien med Sigurd og Rune Sten, DR Ramasjang 2017